# Taoura
Taoura è un comune dell'Algeria, situato nella provincia di Souk Ahras. Sorge ove si trovava l'antica Tagora.